# Арно (певец)
Вижте пояснителната страница за други личности с името Арно.
Арно Хинченс (на нидерландски: Arno Hintjens), по-известен просто като Арно, е белгийски певец.
Роден е на 21 май 1949 година в Остенде. Започва музикалната си кариера през 1970 година, а по-широка известност добива със съществувалата през 1980 – 1986 група „Те Се Матик“, смесваща стилове, като блус, фънк, хардрок и ню уейв. През следващите години има успешна самостоятелна кариера, като пее главно на френски.